# Naucelle
Ne doit pas être confondu avec Naucelles.
Naucelle, en occitan Naucèla, est une commune française située dans le département de l'Aveyron, en région Occitanie.
Le patrimoine architectural de la commune comprend un immeuble protégé au titre des monuments historiques : la Porte des anglais, inscrite en 1978.
Depuis 2018, Naucelle est labellisée « Village Étape ». Elle est également labellisée « Ville Active et Sportive », « Bourg Centre Occitanie », « Station Verte », « Petite Ville de Demain ».

## Géographie

### Localisation
Naucelle est une commune située dans l'ouest du département de l'Aveyron, à mi-distance environ de Rodez et d'Albi, respectivement préfecture de l'Aveyron et préfecture du Tarn. Peuplée de 2 000 habitants environ, elle est située à 500 mètres d'altitude, au cœur du Ségala, dans le sud-ouest du Massif central.
Elle se situe à 30 kilomètres de Rodez, 40 kilomètres d'Albi, 120 kilomètres de Toulouse, chef-lieu de la région Midi-Pyrénées et à 690 kilomètres de Paris.
La commune de Naucelle se compose de deux parties. La première correspondant au village historique de Naucelle, dans lequel on retrouve la mairie, l'église, l'école publique, le collège public, l'office de tourisme, etc. Avec l'arrivée du chemin de fer et la création de la gare de Naucelle, une seconde partie de la commune s'est développée, et a naturellement été baptisée Naucelle-Gare. Cette deuxième entité possède, de plus, la particularité d'être traversée par la route nationale 88. Celle-ci faisant d'ailleurs l'objet d'importants travaux de modernisation depuis plusieurs années afin de relier Rodez et Albi. En effet, cette route nationale est désormais transformé en deux fois deux voies entre ces deux villes. Un échangeur a été aménagé entre le village de Naucelle et Naucelle-Gare.

### Communes limitrophes
Les communes limitrophes sont Cabanès, Camjac, Quins, Sauveterre-de-Rouergue et Tauriac-de-Naucelle.

### Climat
Pour des articles plus généraux, voir Climat de l'Occitanie et Climat de l'Aveyron.
En 2010, le climat de la commune est de type climat océanique altéré, selon une étude s'appuyant sur une série de données couvrant la période 1971-2000. En 2020, Météo-France publie une typologie des climats de la France métropolitaine dans laquelle la commune est dans une zone de transition entre le climat océanique altéré et le climat de montagne et est dans la région climatique Sud-est du Massif Central, caractérisée par une pluviométrie annuelle de 1 000 à 1 500 mm, minimale en été, maximale en automne.
Pour la période 1971-2000, la température annuelle moyenne est de 11,5 °C, avec une amplitude thermique annuelle de 15,5 °C. Le cumul annuel moyen de précipitations est de 938 mm, avec 11,5 jours de précipitations en janvier et 6,6 jours en juillet. Pour la période 1991-2020, la température moyenne annuelle observée sur la station météorologique la plus proche, située sur la commune de Colombiès à 16 km à vol d'oiseau, est de 11,5 °C et le cumul annuel moyen de précipitations est de 989,2 mm,. Pour l'avenir, les paramètres climatiques de la commune estimés pour 2050 selon différents scénarios d'émission de gaz à effet de serre sont consultables sur un site dédié publié par Météo-France en novembre 2022.

## Urbanisme

### Typologie
Au 1er janvier 2024, Naucelle est catégorisée bourg rural, selon la nouvelle grille communale de densité à 7 niveaux définie par l'Insee en 2022.
Elle est située hors unité urbaine. Par ailleurs la commune fait partie de l'aire d'attraction de Rodez, dont elle est une commune de la couronne,. Cette aire, qui regroupe 68 communes, est catégorisée dans les aires de 50 000 à moins de 200 000 habitants,.

### Hameaux
La commune de Naucelle comporte également de nombreux petits hameaux tels que Bouvert (lieu où vit une légende), Bonnefon, La Bécade, La Souque, Le Masnau, Les Peyronies etc.

### Transports
La gare de Naucelle est desservie par les TER Occitanie vers Toulouse et Rodez pour huit à dix allers-retours par jour.

## Histoire

### Moyen Âge
Naucelle, Nova Cella (son ancienne nomination), fut créée par les moines de l'abbaye cistercienne de Bonnecombe (Aveyron). Il s'installèrent dès le XIIe siècle à Bonnefon dont la grange rayonna sur le Bas-Ségala pendant six siècles. L'essor de Naucelle fut longtemps freiné par la proximité de la bastide royale de Sauveterre-de-Rouergue qui concentrait tous les pouvoirs.

### Époque contemporaine
L'arrivée de la voie de chemin de fer laissa Sauveterre-de-Rouergue de côté, pour établir une gare à deux kilomètres du centre de Naucelle au niveau du lieu-dit La Baraque de Merlin, aujourd'hui Naucelle-Gare.

## Politique et administration

### Liste des maires
| Période         | Période        | Identité        | Étiquette     | Qualité                                                                  |
| --------------- | -------------- | --------------- | ------------- | ------------------------------------------------------------------------ |
| 29 octobre 1944 | 17 mai 1945    | paul Fraysse    |               |                                                                          |
| 17 mai 1945     | 27 mars 1965   | Philippe Crozes |               |                                                                          |
| 27 mars 1965    | 27 mars 1971   | Paul Cousty     | DVD           |                                                                          |
| 27 mars 1971    | 18 mars 1983   | Jean Lacombe    | DVD           |                                                                          |
| 18 mars 1983    | 17 mars 1989   | Paul Cousty     | DVD           |                                                                          |
| 17 mars 1989    | 24 mars 2001   | Edmond Issac    |               |                                                                          |
| 24 mars 2001    | 7 juillet 2017 | Anne Blanc      | PRG puis LREM | Conseillère départementale (depuis mars 2015) Députée (depuis juin 2017) |
| juillet 2017    | En cours       | Karine Clement, |               | Fonctionnaire de l'État, Présidente de la Communauté de communes         |

### Jumelages
- Mèze (France), dans l'Hérault

## Population et société

### Démographie
L'évolution du nombre d'habitants est connue à travers les recensements de la population effectués dans la commune depuis 1793. Pour les communes de moins de 10 000 habitants, une enquête de recensement portant sur toute la population est réalisée tous les cinq ans, les populations de référence des années intermédiaires étant quant à elles estimées par interpolation ou extrapolation. Pour la commune, le premier recensement exhaustif entrant dans le cadre du nouveau dispositif a été réalisé en 2007.

En 2022, la commune comptait 2 017 habitants, en évolution de +1 % par rapport à 2016 (Aveyron : +0,37 %, France hors Mayotte : +2,11 %).
| 1793 | 1800 | 1806 | 1821 | 1831  | 1836  | 1841  | 1846  | 1851  |
| ---- | ---- | ---- | ---- | ----- | ----- | ----- | ----- | ----- |
| 881  | 867  | 978  | 881  | 1 043 | 1 150 | 1 220 | 1 287 | 1 290 |

| 1856  | 1861  | 1866  | 1872  | 1876  | 1881  | 1886  | 1891  | 1896  |
| ----- | ----- | ----- | ----- | ----- | ----- | ----- | ----- | ----- |
| 1 234 | 1 282 | 1 281 | 1 272 | 1 347 | 1 337 | 1 522 | 1 494 | 1 467 |

| 1901  | 1906  | 1911  | 1921  | 1926  | 1931  | 1936  | 1946  | 1954  |
| ----- | ----- | ----- | ----- | ----- | ----- | ----- | ----- | ----- |
| 1 532 | 1 619 | 1 605 | 1 536 | 1 415 | 1 590 | 1 468 | 1 755 | 2 050 |

| 1962  | 1968  | 1975  | 1982  | 1990  | 1999  | 2006  | 2007  | 2012  |
| ----- | ----- | ----- | ----- | ----- | ----- | ----- | ----- | ----- |
| 1 785 | 1 989 | 2 157 | 2 076 | 1 929 | 1 796 | 1 944 | 1 960 | 1 954 |

| 2017  | 2022  | - | - | - | - | - | - | - |
| ----- | ----- | - | - | - | - | - | - | - |
| 2 004 | 2 017 | - | - | - | - | - | - | - |

### Manifestations et festivités
La foire de Naucelle est organisée tous les derniers mercredis du mois, et un marché tous les samedis matin. De plus, pendant la saison estivale, la ville organise de nombreuses manifestations comme des vide-greniers, un marché d'agriculteurs producteurs et d'artisans locaux, des bourses aux livres, ainsi que la fête de Bonnefon, la mi-août, au bord de l'étang de Bonnefon avec bal dansant, apéro, concert et feu d'artifice mais également le FESTIVAL DE LA BD, DE LA JEUNESSE ET DU MANGA depuis maintenant quelques années, qui a lieu le dernier week-end d'Août.

## Économie

### Revenus
En 2018  (données Insee publiées en septembre 2021), la commune compte 899 ménages fiscaux, regroupant 1 882 personnes. La médiane du revenu disponible par unité de consommation est de 21 270 € (20 640 € dans le département).

### Emploi
| Division       | 2008  | 2013  | 2018  |
| -------------- | ----- | ----- | ----- |
| Commune        | 4,2 % | 5,3 % | 6 %   |
| Département    | 5,4 % | 7,1 % | 7,1 % |
| France entière | 8,3 % | 10 %  | 10 %  |

En 2018, la population âgée de 15 à 64 ans s'élève à 1 021 personnes, parmi lesquelles on compte 75,5 % d'actifs (69,5 % ayant un emploi et 6 % de chômeurs) et 24,5 % d'inactifs,. Depuis 2008, le taux de chômage communal (au sens du recensement) des 15-64 ans est inférieur à celui de la France et du département.
La commune fait partie de la couronne de l'aire d'attraction de Rodez, du fait qu'au moins 15 % des actifs travaillent dans le pôle,. Elle compte 1 022 emplois en 2018, contre 912 en 2013 et 877 en 2008. Le nombre d'actifs ayant un emploi résidant dans la commune est de 721, soit un indicateur de concentration d'emploi de 141,7 % et un taux d'activité parmi les 15 ans ou plus de 45,7 %.
Sur ces 721 actifs de 15 ans ou plus ayant un emploi, 378 travaillent dans la commune, soit 52 % des habitants. Pour se rendre au travail, 82,3 % des habitants utilisent un véhicule personnel ou de fonction à quatre roues, 0,1 % les transports en commun, 10,5 % s'y rendent en deux-roues, à vélo ou à pied et 6,9 % n'ont pas besoin de transport (travail au domicile).

### Activités hors agriculture

#### Secteurs d'activités
205 établissements sont implantés  à Naucelle au 31 décembre 2019. Le tableau ci-dessous en détaille le nombre par secteur d'activité et compare les ratios avec ceux du département,.
| Secteur d'activité                                                                                        | Commune | Commune | Département |
| Secteur d'activité                                                                                        | Nombre  | %       | %           |
| --- | ------- | ------- | ----------- |
| Ensemble                                                                                                  | 205     | 100 %   | (100 %)     |
| Industrie manufacturière, industries extractives et autres                                                | 25      | 12,2 %  | (17,7 %)    |
| Construction                                                                                              | 24      | 11,7 %  | (13 %)      |
| Commerce de gros et de détail, transports, hébergement et restauration                                    | 58      | 28,3 %  | (27,5 %)    |
| Information et communication                                                                              | 1       | 0,5 %   | (1,5 %)     |
| Activités financières et d'assurance                                                                      | 6       | 2,9 %   | (3,4 %)     |
| Activités immobilières                                                                                    | 7       | 3,4 %   | (4,2 %)     |
| Activités spécialisées, scientifiques et techniques et activités de services administratifs et de soutien | 27      | 13,2 %  | (12,4 %)    |
| Administration publique, enseignement, santé humaine et action sociale                                    | 42      | 20,5 %  | (12,7 %)    |
| Autres activités de services                                                                              | 15      | 7,3 %   | (7,8 %)     |

Le secteur du commerce de gros et de détail, des transports, de l'hébergement et de la restauration est prépondérant sur la commune puisqu'il représente 28,3 % du nombre total d'établissements de la commune (58 sur les 205 entreprises implantées  à Naucelle), contre 27,5 % au niveau départemental.

#### Entreprises
Les quatre entreprises ayant leur siège social sur le territoire communal qui génèrent le plus de chiffre d'affaires en 2020 sont : 
- Societe Par Actions Simplifiee Segala Betail, commerce de gros (commerce interentreprises) d'animaux vivants (1 169 k€)
- Nettex Multiservices, nettoyage courant des bâtiments (373 k€)
- Beziat, restauration traditionnelle (78 k€)
- Bionet, nettoyage courant des bâtiments (51 k€)

### Agriculture
La commune est dans le Segala, une petite région agricole occupant l'ouest du département de l'Aveyron. En 2020, l'orientation technico-économique de l'agriculture  sur la commune est l'élevage bovin, orientation mixte lait et viande.
|               | 1988  | 2000  | 2010  | 2020  |
| ------------- | ----- | ----- | ----- | ----- |
| Exploitations | 75    | 38    | 37    | 28    |
| SAU (ha)      | 1 636 | 1 241 | 1 178 | 1 099 |

Le nombre d'exploitations agricoles en activité et ayant leur siège dans la commune est passé de 75 lors du recensement agricole de 1988  à 38 en 2000 puis à 37 en 2010 et enfin à 28 en 2020, soit une baisse de 63 % en 32 ans. Le même mouvement est observé à l'échelle du département qui a perdu pendant cette période 51 % de ses exploitations,. La surface agricole utilisée sur la commune a également diminué, passant de 1 636 ha en 1988 à 1 099 ha en 2020. Parallèlement la surface agricole utilisée moyenne par exploitation a augmenté, passant de 22 à 39 ha.

## Culture locale et patrimoine

### Édifices religieux

#### Église Saint-Martin
L'église Saint-Martin fut construite en 1254 par les religieux de Bonnecombe et fut restaurée au cours du XVe siècle. L'édifice renferme un mobilier intéressant : crucifixion et statues anciennes en bois polychrome, tabernacle d'un retable du XVIIe siècle, et un grand orgue fabriqué en 1999 à l'atelier de Jean Daldosso, à Gimont dans le Gers, de style italien, avec seize jeux et 945 tuyaux.

### Édifices civils

#### Porte des Anglais
Inscrit MH (1978)
Autour du bourg on peut encore admirer quelques vestiges des fortifications détruites au XVIIIe siècle avec la porte des Anglais (XVe siècle).

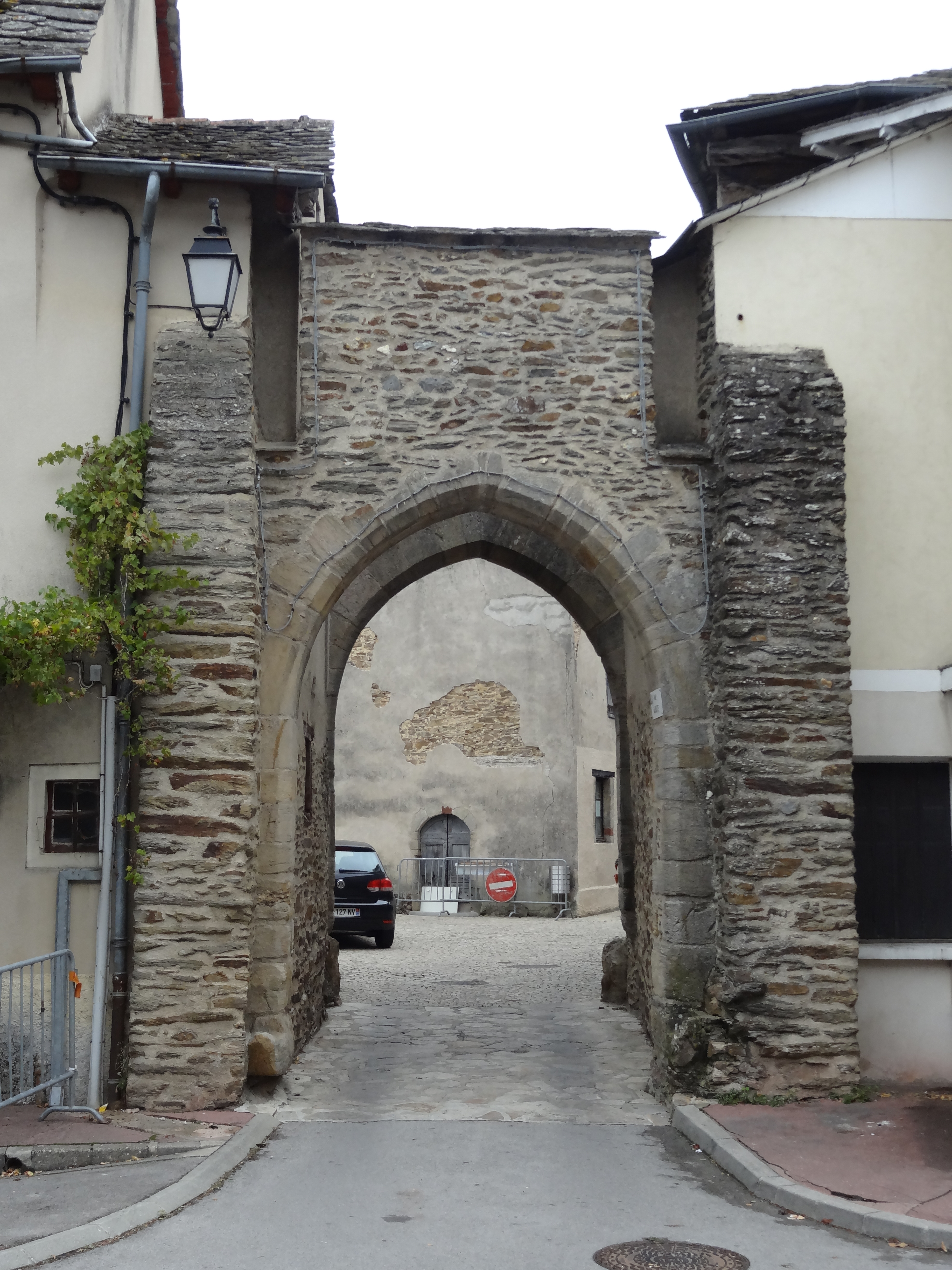
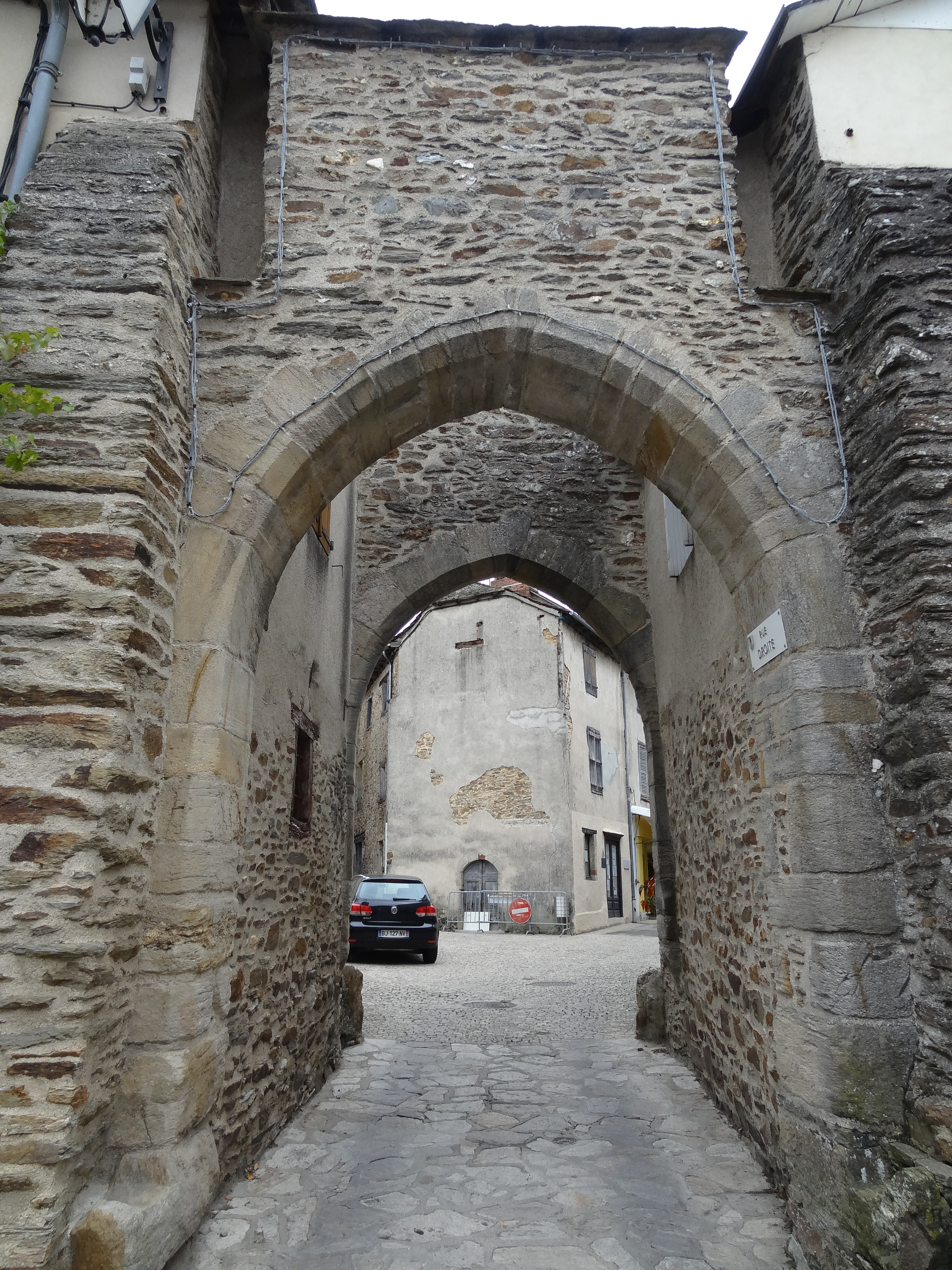

#### Place du Ségala
L'aspect médiéval du village demeure à travers la place aux arcades et des maisons à colombages (XVe siècle) dans la rue du four.

### Patrimoine naturel
Depuis 2008, Naucelle s'est vu décerner le prix « 1re Fleur » au concours des Villes et Villages fleuris.
L'étang de Bonnefon est une étendue d'eau située aux portes du village de Naucelle.

### Patrimoine culturel

#### Gastronomie
Comme dans d'autres communes de l'Aveyron, les Naucellois cuisinent les spécialités aveyronnaises.
Quelques exemples :
Le tripou, composé d'estomac de veau ou de mouton, d'une farce faite de jambon, d'ail et de persil et certains y ajoutent des tripes de veau. L'estomac de mouton, ou de veau, est détaillé en longues lanières, coupées ensuite dans le sens de la longueur et dans lesquels on roule la farce. Une fois le tripou constitué, il est lié soit avec un boyau cousu, soit avec une ficelle. Sa cuisson se fait dans un bon fond de veau aromatisé de vin blanc et, quelquefois, à la tomate.
La soupe aux fromages (soupe dense faite d'une mélange de choux, de pain et de beaucoup de fromage) et les choux farcis.
L'aligot (mélange de pommes de terre et de tome).

### Personnalités liées à la commune
- Jean Cuq, général dans l'armée française.
- Jean Boudou, écrivain régionaliste occitan.

### Héraldique
| Blason de la commune de Naucelle | Les armes de la commune de Naucelle se blasonnent ainsi : Parti : au 1er d'azur à deux crosses épiscopales adossées d'or à la bordure de même, au 2e d'or au château à trois tours de sable ouvert d'or, à la bordure crénelée de sable. |